# Колот (скульптор)
Коло́т (др.-греч. Κολώτης) — древнегреческий скульптор, у Страбона назван: Коло́т из Па́роса (около 444 г. до н. э.).
Ученик Фидия, которому помогал при создании одного из семи чудес света — статуе Зевса в Олимпии.

## Место рождения
Родом с острова Парос.

## Ученик Фидия
Многие древнегреческие скульпторы считаются учениками Фидия. Любимым учеником был Агоракрит (также как и Колот родом с острова Парос), который вместе с Алкаменом участвовал в создании фриза Парфенона.
Колот работал над статуей Зевса в Олимпии под руководством учителя вместе с Паненом, братом и учеником Фидия.

## Создание статуи Зевса в Олимпии
Статуя Зевса в Олимпии — одно из семи чудес Древнего Мира.
Строительство храма Зевса в Олимпии, где стояла статуя Зевса, заняло около 10 лет. Но статуя Зевса появилась в нём не сразу. Греки решили пригласить знаменитого афинского скульптора Фидия, для создания статуи. Фидий успел к этому времени создать две знаменитые статуи Афины («Афину Промахос» и «Афину Парфенос», но ни одно из его творений до нашего времени не сохранилось). По его приказу была построена мастерская в 80 метрах от храма, которая точно соответствовала размеру храма. Там он работал над статуей Зевса вместе с учеником Колотом и братом Паненом за огромным пурпурным занавесом и создал статую Бога-громовержца в хрисоэлефантинной технике.

## После работ в Олимпии
П.Гиро писал:

По возвращении из Олимпии Фидий в период правления Перикла исполнял роль чего-то вроде главного заведующего работами в Акрополе, которые были начаты около 447 года до Р. Х. В этом звании, говорит Плутарх, ему принадлежало главное руководство и надзор за всем, хотя под его начальством находились великие архитекторы и великие художники. Этими архитекторами были Иктин, Калликрат и Мнесикл, а художниками — Алкамен, Агоракрит из Пароса и Колот.— Гиро П. Частная и общественная жизнь греков. Петроград. Издание т-ва О. Н. Поповой, 1915.
Позже Колот работал в Беотии (в Киллене).